# Regularna vojska (ZDA)
Regularna vojska (izvirno angleško Regular Army; kratica RA) je naziv za stalno, profesionalno vojaško silo, ki predstavlja jedro Kopenske vojske ZDA. Od ameriške osamosvojitvene vojne do špansko-ameriške vojne so znotraj milic posameznih zveznih držav vzdrževali majhna, profesionalna jedra ter prostovoljne polke, ki so jih prav tako sklicale, organizirale in vzdržavale posamezne zvezne države, pri čemer so prišli pod zvezni nadzor in generale v času vojne. Ti prostovoljni polki so bili kolektivno znani kot Prostovoljci ZDA (United States Volunteers; USV). Med ameriško državljansko vojno je bilo 97% odstotkov vse Zvezne vojske ZDA sestavljeno iz Prostovoljcev ZDA. V sodobnem času RA označuje profesionalno, polnočasovno komponentov Kopenske vojske ZDA, ki se tako razlikuje od Rezerve Kopenske vojske (United States Army Reserve) in Kopenske nacionalne garde ZDA (Army National Guard). 
Ameriški vojaški sistem, ki se je izoblikoval kot kombinacija profesionalne, nacionalne Kontinentalne vojske, milic zveznih držav in prostovoljnih polkov ameriške osamosvojitvene vojne in podobne vojaške organizacije, ki je bila ustanovljena s Zakonom o milici iz leta 1792 (Militia Act of 1792), je tako predstavljal osnovo za organizacijo Kopenske vojske ZDA le z malimi spremembami vse do ustanovitve sodobne Nacionalne garde ZDA leta 1903. Zakon o milici je zagotovil uporabo prostovoljcev, ki bi bili lahko uporabljeni kjerkoli v času vojne, poleg milic zveznih držav, ki pa so omejene na lokalno delovanje (znotraj lastnih zveznih držav) in to le za krajša obdobja. Podoben sistem se je ohranil tudi v Kopenski vojski ZDA, pri čemer je jedro (Regularna vojska) v času kriz razširjena z rezervo ali nacionalno gardo oz. v času vojne še z Vojsko ZDA, Nacionalno vojsko,...
Vse do korejske vojne so za Regularno vojsko uporabljali kratico US, nato pa so jo spremenili v RA.